# 河口湖カントリークラブ
河口湖カントリークラブ（かわぐちこカンリークラブ）は、山梨県南都留郡富士河口湖町にあるゴルフ場である。

## 概要
「河口湖カントリークラブ」は、山梨県東部の郡内地方、甲府市と接し全域の標高が高く、富士五湖の河口湖、西湖、精進湖、本栖湖の4湖が属し、富士山の景勝地が多く富士山がある風景100選では、町内だけで22ヶ所も選定されているそうした他所にはない恵まれたロケーションの所にある。
1970年（昭和45年）代中期、新たなゴルフ場の建設に向けて、建設用地の南都留郡河口湖町地区に、コース設計をロバート・ボン・ヘギーとブルース・デブリンに依頼し、27ホール規模のゴルフ場の造成工事が着工され、 1977年（昭和52年）6月2日、「河口湖カントリークラブ」27ホールの造成工事が完了し、開場された。
ロバート・ボン・ヘギーは、1930年（昭和5年）、米国テキサス州生、パーデュ大学農芸土木工学部を卒業し、1957年（昭和32年）、ディック・ウイルソンに師事した。1963年（昭和38年）、独立して米国で200コース以上のコース設計を行い、フロリダ州の「ドラールカントリークラブ」やフランスの「レ・ボルド」などを設計した。光彩を取り入れた印象派の絵画を思わせる｢光と影の魔術師」と呼ばれている。日本では「有馬ロイヤルゴルフクラブ」（兵庫県、1972年（昭和47年）開場）、「ホウライカントリー倶楽部」（栃木県、1990年（平成2年）開場）、「西那須野カントリー倶楽部」（栃木県、1993年（平成5年）開場）など、13コースの実績がある。
河口湖カントリークラブは、富士山の山麓の標高約1,000メートルの樹林帯に広がる戦略性の高いレイアウトのコースで、殆どのコースから富士山を望みながらプレーが出来る最高のロケーションに恵まれている。「鳴沢ゴルフ倶楽部」（1993年（平成5年）開場、設計・塩田勇昭、監修・ブライアン・ジョーンズ）と並ぶ山梨県を代表する林間コースである。
コースの特徴としては、赤松や唐松などで各ホールはセパレートされており、また、2グリーンはホールによって位置が離れており完全に分離されていて、1グリーンを攻めるようなレイアウトになっており、使用グリーンによって難易度ががらりと変わる。
河口湖カントリークラブは、1979年（昭和54年）第1回から1982年（昭和57年）第4回まで、JLPGAレディーボーデンカップの開催実績がある。

## 所在地
〒401-0301 山梨県南都留郡富士河口湖町船津6236番地

## コース情報
- 開場日 - 1977年6月2日
- 設計者 - R・ボン・ヘギー、B・デブリン
- 面積 - 1,800,000m2（約54.4万坪）
- コースタイプ - 丘陵コース
- コース - 27ホールズ、パー108、9,956ヤード、コースレート、西・東コース71.4、東・南コース72.0、南・西コース71.9
- フェアウェー - コウライ
- ラフ - ノシバ
- グリーン - 2グリーン、ベント（ペンクロス）
- ハザード - バンカー195、池が絡むホール2
- ラウンドスタイル - 全組キャディ付、乗用カートでのラウンド、希望すればツーサム可、乗用カート(5人乗り)リモコン式
- 練習場 - 23打席280ヤード
- 休場日 - 3月中旬-12月中旬無休、12月中旬-3月中旬クローズ[4][5]

## クラブ情報
- ハウス設計 - 協立建築設計事務所
- ハウス施工 - 大成建設 株式会社[4][5]

## ギャラリー
- コース - [6]
- ハウス - [7]

## 交通アクセス
- 鉄道 - 富士山麓電気鉄道 - 河口湖駅より タクシー利用 約10分[8]
- 道路 - 中央自動車道 - 河口湖ICより 約10分[8]

## 関連文献
- 『ゴルフ場ガイド 東版』、2006-2007、「河口湖カントリークラブ」、東京 ゴルフダイジェスト社、2006年5月